# George Pinto
George Pinto   (Lambeth, 25 de setembre de 1785 - Chelsea, 23 de març de 1806) fou un pianista i compositor anglès.

## Família
Va ser batejat a St. Mary's, Lambeth l'11 de febrer de 1786 com George Sanders. Els comptes de la vida i el caràcter de Pinto són tènues. Sembla que no hi ha cap referència, ni tenia cap descendent que preservés una tradició familiar. El seu pare, Samuel Sanders (o Saunders) va morir jove, i va ser de la seva mare, Julia Sanders (nascuda Pinto) que va prendre no només el seu cognom, sinó també la seva educació musical. No tenia germans, i va rebre un afecte esplèndid de la seva mare i la seva àvia, la cantant anglesa Charlotte Brent (1735-1802). El pare de la seva mare, Thomas Pinto (1714-c.1780) va ser un conegut violinista de Londres que havia fugit a Anglaterra per motius polítics i era fill d'un funcionari del Rei de Nàpols. La seva primera esposa era la filla d'un pastor alemany, i l'àvia de George, però va ser la seva segona esposa, Charlotte Brent, que va veure a George durant la seva infància.
George Pinto va començar a prendre lliçons de música de 8 anys amb J. P. Salomon, que s'havia traslladat a Londres a principis de la dècada de 1780, i que havia estat crucial per portar a Haydn a la música de Londres. El 1786, amb només 10 anys, Salomon va organitzar per a Pinto tocar un concert de violí al concert de beneficència de Signora Salvini. Després d'això, va fer aparicions freqüents a Londres, Oxford, Cambridge, Bath, Edimburg i va viatjar dues vegades a París. De fet, els seus concerts habituals van ser com a solista per a un concert de violí, de vegades escrit per Salomon, Kreutzer, Giovanni Mane Giornovichi o fins i tot ell mateix.
El piano va ser, des del principi, el segon instrument de Pinto, però tot i que els seus concerts van ser majoritàriament com a violinista, es va admetre que el piano era el seu instrument preferit. El gener de 1803 als concerts de P. A. Corri a Edimburg, Pinto va substituir a un accidentat Corri com a solista per a concerts de piano, en aquest moment encara només tenia 17 anys. Un dels companys de Pinto va ser John Field, amb qui va donar un concert el 1800 i es va fer amic, fins i tot dedicant una sonata al seu "amic John Field" amb qui va compartir l'amor musical per J. S. Bach.
L'aportació de Pinto al repertori musical no va passar desapercebuda; De fet, Salomon va suggerir que havia viscut més temps, Pinto podria haver-se convertit en un Mozart anglès. Les seves obres es divideixen en dues categories; composicions anteriors i posteriors, que són estilísticament molt diferents. En les obres anteriors especialment, l'inventiva de Pinto i el pensament fora de la caixa condueixen a alguns desenvolupaments musicals que estan molt per davant del seu temps. Moltes de les característiques el distingeixen dels seus contemporanis, no només d'atreviment figuratiu i harmònic, sinó també de la manipulació de qüestions estructurals més grans, cosa que suposa un èxit per a un adolescent. Aquesta llibertat estructural potser és més clara en la seva Fantasia i Sonata en C menor, en la qual segueix una desconcertant secció de seccions curtes i moviments més llargs: Adagio-Allegro-Adagio-Fugue-Largo-Allegro. El final de la Sonata en C major, un desafortunat final afegit per Samuel Wesleyen un dels seus pitjors moments, però no obstant això, la forma de l'obra és sense cap precedent evident, certament no en les sonates d'Haydn, Mozart o Muzio Clementi.
Pinto també va escriure per al violí, així com més de 20 cançons, algunes de les quals s'han perdut, però apareixen com a publicitat en altres partitures. Per al violí, va escriure quatre sonates així com un duet de violí (una espècie de duel a la veta de Viotti) i un concert de violí, del que malauradament no hi ha cap signe. Amb això es mostra com Pinto podria haver escrit per a orquestra. Tres duets per a dos violins, publicats el 1805 com el seu opus 5, es troben a la Biblioteca Britànica.

## Mort primerenca
La salut de Pinto sembla haver començat a deteriorar-se al voltant de 1805. Va donar la seva última aparició pública a Londres (al Concert de Mademoiselle Merelle a Willis's Rooms al juny) en 1804, i el 1805 va haver de retirar-se d'un concert de beneficència a Edimburg. Alguns testimonis suggereixen que podria haver agafat la tuberculosi mentre estava a Edimburg, però, en qualsevol cas, va donar només una sèrie programada de concerts a Oxford al novembre de 1805. Va morir a Chelsea, Londres. El diccionari de músics de Sainsbury de 1827 afirma imprecisament que "aquest geni extraordinari es va convertir en un màrtir de la dissipació sobre l'any 1808", mentre que Carl Pohl (1819-1887), escrivint al Dic Grove, (1a edició 1879) va escriure: "El 1805, la seva salut, mai forta es va trencar de sobte, havent estat soscavada pels excessos". Salomon va escriure a la seva mort: "Si hagués viscut i pogués resistir les distincions de la societat, Anglaterra hauria tingut l'honor de produir un segon Mozart".

## Avaluació
Sigui quina sigui la causa de la mort, de les seves obres supervivents es reconeix que George Pinto no era només un nen prodigi, sinó un compositor individual i inventor comparable a Clementi, Dussek i Field. A l'edat de 21 anys, ja havia escrit gairebé 200 pàgines de manuscrits, i, per a una mort primerenca, segurament podria haver seguit escrivint alguns de la música pionera i de violí per sortir d'Anglaterra.

## Discografia
Les sonates de piano de Pinto han estat gravades en CD per Thomas Wakefield, Ian Hobson, Riko Fukuda, Miceal O'Rourke i altres, mentre que algunes de les seves obres vocals han estat gravades a l'etiqueta Hyperion .